# Високо (Іг)
Високо (словен. Visoko) — поселення в общині Іг, Осреднєсловенський регіон, Словенія. Висота над рівнем моря: 634,1 м.